# West Wendover

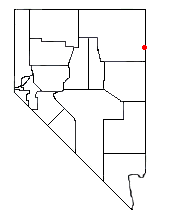
West Wendover

West Wendover – miasto w hrabstwie Elko stanu Nevada. W roku 2000 liczba mieszkańców wyniosła 4 721.
Granica West Wendover znajduje się na granicy stanowej i fizycznie, jest połączone z Wendover na terenie Utah. Przez oba miasta przechodzi Autostrada Międzystanowa nr 80. Nevada znajduje się w strefie czasowej Pacific. Jednak ze względu na ekonomiczną więź z Utah, Amerykański Departament Transportu w październiku 1999 roku przeniósł West Wendover do strefy czasowej Mountain.
West Wendover dzięki położeniu w Nevadzie, gdzie jest dozwolony hazard, czerpał z niego dochody. Tymczasem Wendover położony w Utah chylił się ku upadkowi. Mieszkańcy obu miast postanowili zaanektować Wendover do Nevady, uważając, że są jedną społecznością niesłusznie podzieloną. Rządy obu stanów poparły ten pomysł, jednakże dokładne szczegóły aneksji nie zostały ustalone. Granicę stanową może zmienić tylko Kongres Stanów Zjednoczonych.

## Geografia
Całe miasto zajmuje 19,4 km² (7,5 mi²).